# Pork Chop Hill
Pork Chop Hill is een Amerikaans oorlogsdrama, uitgekomen op 29 mei 1959 en geregisseerd door Lewis Milestone. De hoofdrollen werden vertolkt door Gregory Peck, Harry Guardino en Rip Torn. In bijrollen waren onder andere George Peppard, Carl Benton Reid en James Edwards te zien. De film speelt zich af tijdens de Koreaanse Oorlog. Sinds 16 februari 2005 is de film in Nederland op DVD verkrijgbaar.

## Verhaal
Aan het einde van de oorlog in Korea krijgt luitenant Clemons (Gregory Peck) Pork Chop Hill te veroveren. De heuvel is totaal niet van militair belang, maar het gaat alleen maar om een stukje prestige. Clemons lijdt grote verliezen en vraagt daarom versterking om zijn positie te behouden. Dan krijgt hij echter het bevel de helft van zijn manschappen weer retour te zenden.

## Rolverdeling
| Acteur           | Personage                      |
| ---------------- | ------------------------------ |
| Gregory Peck     | Joe Clemons                    |
| Rip Torn         | Walter Russell                 |
| George Shibata   | Suki Ohashi (Lt. Tsugi Ohashi) |
| Woody Strode     | Franklin                       |
| Harry Guardino   | Forstman                       |
| George Peppard   | Chuck Fedderson                |
| Norman Fell      | Coleman                        |
| Cliff Ketchum    | Payne                          |
| Robert Blake     | Velie                          |
| Viraj Amonsin    | Chinese omroeper               |
| Bob Steele       | Kern                           |
| Carl Benton Reid | Amerikaanse Admiraal           |
| Charles Aidman   | Harold                         |
| Barry Atwater    | Davis                          |
| Leonard Graves   | Cook                           |
| Martin Landau    | Arthur A. Marshall             |
| Ken Lynch        | Trudeau                        |
| Lew Gallo        | James Barrows                  |
| James Edwards    | Jurgens                        |
| Biff Elliot      | Boven                          |
| Syl Lamont       | Walter Kuzmick                 |
| Paul Comi        | Kreucheberg                    |
| Abel Fernandez   | Kindley                        |
| Chuck Hayward    | Chalmers                       |
| Kevin Hagen      | Kissell                        |
| Gavin MacLeod    | Saxon                          |
| John Alderman    | Waldorf                        |
| Bert Remsen      | Cummings                       |
| Michael Garth    | James Blake                    |